# Кома (филм из 2023)
Кома је српски филм из 2023. године настао у режији Петра Јаконића и по сценарију Виде Басаре.
Филм је премијерно приказан на 7. Равно село филм фестивалу.
Од 22.марта 2024 године филм је доступан на стриминг платформи Аpollon.

## Радња
Деведесете године 20. века су најтурбулентнији период после Другог светског рата на овим просторима и произвеле су много драматичних ситуација. Градови су рушени, крв је текла, људи су гинули.
Кома је интимна прича о једној породици у том периоду. Глава те породице имао је срећу или несрећу да догађаје од 1990. до 1999. преспава. Његова супруга и син су кроз трауму прошли сами. Жена у чекању, а син у одрастању. Он се вратио да сазна шта је пропустио.
Циљ пројекта Кома није да пружи одговор шта су узроци расула између 1990. и 1999. године, већ како су рефлексије тих догађаја утицале на распад једне породице...

## Улоге
| Глумац             | Улога                     |
| ------------------ | ------------------------- |
| Славко Штимац      | Живко                     |
| Биљана Ђуровић     | Ана                       |
| Зоран Цвијановић   | Димитрије                 |
| Иван Томић         | доктор Јован              |
| Милица Јанковић    | Милица, медицинска сестра |
| Небојша Прибићевић | Немања                    |
| Петар Михајловић   | Капетан                   |
| Никола Тодоровић   | војник                    |
| Новак Пулетић      | војник                    |